# Cobham, Kent
Cobham (engelskt uttal: [ˈkɒbəm]) är en ort och civil parish i grevskapet Kent i sydöstra England. Orten ligger i distriktet Gravesham, cirka 6 kilometer sydost om Gravesend och cirka 7 kilometer väster om Strood. Tätorten (built-up area) hade 291 invånare vid folkräkningen år 2021.
I civil parishen ligger även orten Sole Street.